# Pentas purseglovei
Pentas purseglovei är en måreväxtart som beskrevs av Bernard Verdcourt. Pentas purseglovei ingår i släktet Pentas och familjen måreväxter. Inga underarter finns listade i Catalogue of Life.